# Sabon-Machi
Sabon-Machi est une localité et une commune rurale du Niger, département de Dakoro, région de Maradi.

## Géographie
La localité de Dan-Goulbi est située à 78 km au sud du chef-lieu départemental Dakoro.
|            | Kornaka     |         |
| Dan-Goulbi | Sabon-Machi | Maïyara |
|            | Chadakori   |         |

## Histoire
La commune rurale de Sabon-Machi instaurée en 2002, est issue d'une partie du canton de Kornaka.

## Population
Lors du recensement général de 2012, la population communale est relevée à 35 988 habitants, dont 8 365 habitants pour la localité chef-lieu communal.

## Localités
La commune s'étend sur 47 villages, sept hameaux et quatre camps au sud du département de Dakoro.

## Services et infrastructures
- Centre de Santé Intégré (CSI) à Sabon-Machi[5].
- Collège d'enseignement général (CEG) à Sabon-Machi,
- Centre de formation des métiers (CFM) à Sabon-Machi.